# Orange Days
Orange Days (オレンジデイズ) est un drama japonais en onze épisodes de 46 minutes diffusée du 11 avril au 20 juin 2004 sur TBS.

## Synopsis
Yuuki Kai (Satoshi Tsumabuki) est un étudiant de dernière année en psychologie sociale à la recherche d'un travail. Un jour, il rencontre Hagio Sae (Kō Shibasaki), une jeune fille mystérieuse jouant du violon. Kai finit par découvrir que celle-ci est atteinte de surdité et qu'elle ne peut communiquer que par la langue des signes japonaise (JSL). Leur histoire et celle de leurs amis, intimement liées, vont traiter d'un questionnement fondamental sur la valeur de l'amitié, de l'amour et sur la façon de vivre la maladie.

## Distribution
- Satoshi Tsumabuki : Kai Yuuki - rôle principal masculin
- Kō Shibasaki : Sae Hagio - rôle principal féminin
- Manami Konishi : Maho Takagi - petite amie de Kai
- Hiroki Narimiya : Shohei Aida - ami de Kai
- Eita : Keita Yashima - ami de Kai
- Miho Shiraishi : Akane Ozawa - amie de Sae
- Yu Yamada : Soyoko Saeki - une des petites amies de Shohei
- Jun Fubuki : Yuriko Hagio - mère de Sae
- Fumiyo Kohinata : Monsieur Sakaida (professeur)
- Juri Ueno : Ayumi Kirishima - petite sœur de Shohei
- Ikki Sawamura : Haruki Fujii - pianiste, ami d'enfance de Sae
- Takashi Kashiwabara : Sano
- Masaru Nagai : Toru Kakizaki - violoniste qui était dans le même orchestre que Sae
- Eriko Sato : Arisa - une des petites amies de Shohei
- Ken Mitsuishi : Iwasaki

## Bande originale
Thème:
"Sign" par Mr. Children
OST par Naoki Sato
- Eternal
- Graceful Heart
- That's Life
- Memoria
- Overcast Sky
- Yo-Yo Comrade
- Liebe
- Anxiety
- As Good As It Gets
- Modest Request
- Precious Seasons
- Sign-Instrumental Version

Autres chansons:
Shanghai Honey par Orange Range (épisode 5)
Gavotte en Rondeau (joué au violon)